# Sundkirkens Sogn
Sundkirkens Sogn er et sogn i Amagerbro Provsti (Københavns Stift). Sognet ligger i Københavns Kommune; indtil Kommunalreformen i 1970 lå det i Sokkelund Herred (Københavns Amt). I Sundkirkens Sogn ligger Sundkirken.
I Sundkirkens Sogn findes flg. autoriserede stednavne:
- Amager Strand (station)
- Sundbyøster (bebyggelse, ejerlav)